# Illa jesuítica
L'Illa Jesuítica de Córdoba, és una illa urbana situada en ple centre de la ciutat, declarada Patrimoni de la Humanitat per la UNESCO el 2000.
Comprèn: la Capella Domèstica, el Col·legi Nacional de Monserrat, l'Església de la Companyia de Jesús, l'antiga seu de la Universitat Nacional de Còrdova i la Residència.
Els primers Jesuïtes van arribar al voltant de 1589, establint-se oficialment el 1599, d'aquesta manera Còrdova va passar a ser el punt central de les tasques d'evangelització de la Companyia de Jesús. En aquest any el Superior de l'ordre, el pare Juan Romero, accepta (en nom de la companyia) la donació del predi del qual forma part l'actual Illa Jesuítica.
És considerada la cinquena Meravella Artificial de Còrdova.